# Parteni III
Parteni III (en grec Παρθένιος Γ') va ser patriarca de Constantinoble els anys 1656 i 1657. Va succeir al patriarca Joanic II.
Va néixer a Mitilene, a l'illa de Lesbos, i va rebre molt bona educació. L'any 1639 va ser elegit metropolità de Quios i el 31 de juliol de 1656 va ser nomenat patriarca de Constantinoble. Va organitzar unes magnífiques exèquies pel patriarca Ciril Lucaris, i va convocar un Sínode a Constantinoble on va denunciar la professió de fe del metropolità de Kiev Petrus Mogila, que considerava massa propera a la doctrina catòlica. Per la mala situació econòmica del Patriarcat, va demanar ajuda financera a al metropolità de les esglésies del Tsarat Rus, enemic del sultà.
Els seus opositors van aprofitar aquestes dues accions per difamar-lo, dient que conspirava contra l'Imperi Otomà. Es va demostrar que eren calúmnies, però el sultà Mehmet IV el va castigar condemnant-lo a mort, i va ser penjat a la forca l'1 d'abril de 1657 a una plaça de Constantinoble. Les seves restes van estar penjades durant tres dies, maltractades brutalment i per acabar van ser llençades al mar. Els cristians van recollir el seu cos i el van enterrar al monestir de Kamariotissa a Heybeliada, a les Illes dels Prínceps. L'Església Ortodoxa el va proclamar màrtir i honora la seva memòria el dia 24 de març.